# Stanisław Płodzień
Stanisław Płodzień (ur. 30 kwietnia 1913 w Łysobykach, zm. 25 marca 1962 w Lublinie) – polski duchowny katolicki, kanonista, profesor Katolickiego Uniwersytetu Lubelskiego, w latach 1961–1962 dziekan Wydziału Prawa Kanonicznego KUL.

## Życiorys
W 1933 został absolwentem biskupiego gimnazjum w Siedlcach. W 1939 ukończył Wyższe Seminarium Duchowne w Janowie Podlaskim i otrzymał święcenia kapłańskie. W latach 1944–1953 studiował na Wydziale Prawa i Nauk Społeczno-Ekonomicznych KUL, a następnie na Wydziale Prawa Kanonicznego KUL. Został asystentem w Katedrze Prawa Rzymskiego Wydziału Prawa KUL oraz na Wydziale Prawa Uniwersytetu Jagiellońskiego w Krakowie. Na podstawie napisanej pod kierunkiem Wacława Osuchowskiego rozprawy pt. Lex Rhodia de iactu w 1948 uzyskał na Wydziale Prawa Uniwersytetu Jagiellońskiego stopień naukowy doktora. W 1949 został adiunktem na Wydziale Prawa i Nauk Społeczno-Ekonomicznych KUL, gdzie prowadził wykłady z prawa rzymskiego. W 1953 na podstawie rozprawy pt. Dowód z opinii biegłych w procesie kanonicznym otrzymał stopień doktora w zakresie prawa kanonicznego i został pracownikiem Wydziału Prawa Kanonicznego KUL, gdzie uzyskał stanowisko zastępcy profesora i kierownika katedry. W 1956 Centralna Komisja Kwalifikacyjna dla Pracowników Nauki mianowała go docentem prawa rzymskiego.
W 1953 został zastępcą rektora KUL do spraw administracyjnych, a w latach 1954—1956 był prorektorem KUL. W 1961 został dziekanem Wydziału Prawa Kanonicznego KUL
Był członkiem zarządu Towarzystwa Naukowego KUL.

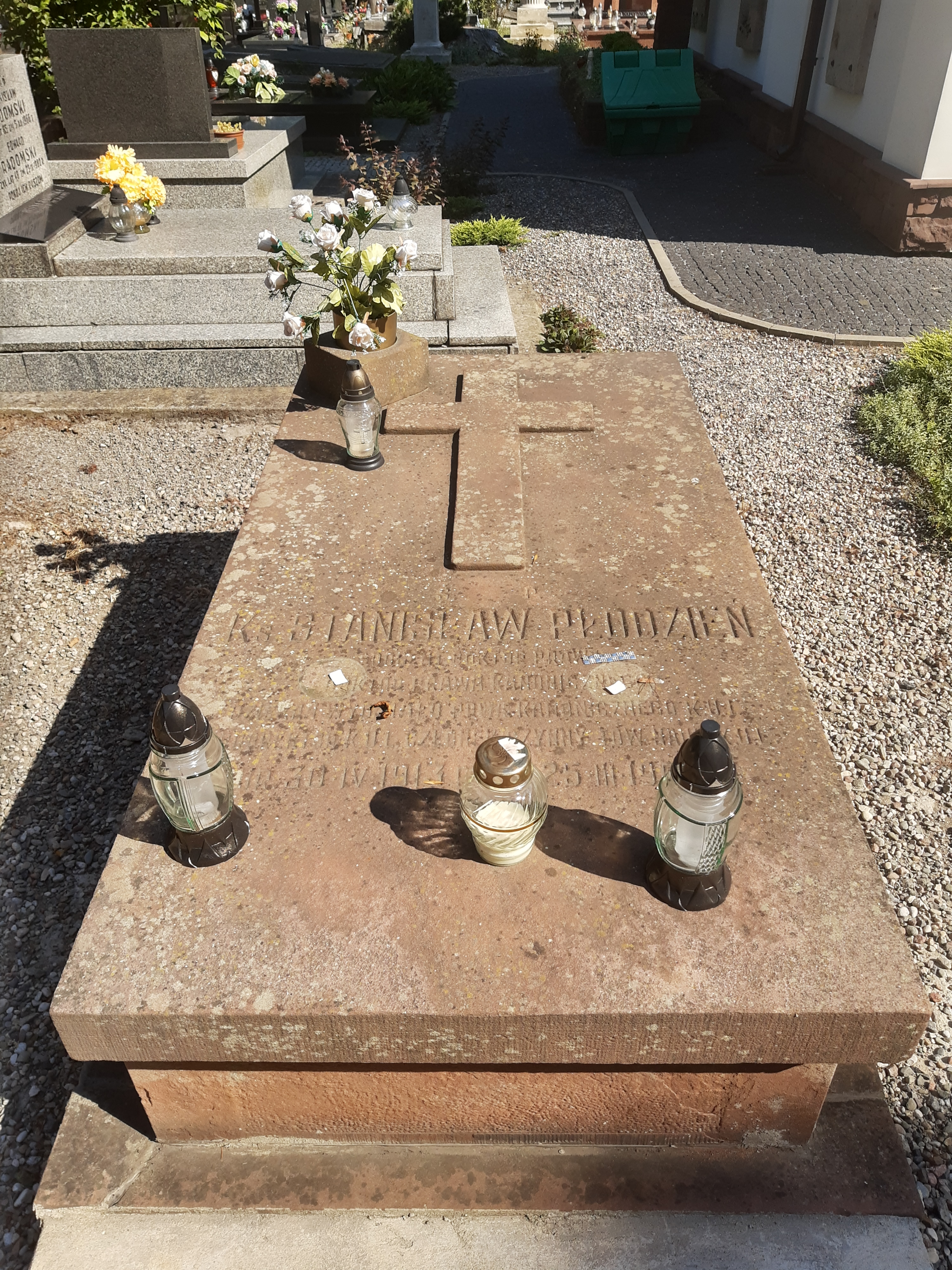
Grób. ks. Stanisława Płodzienia na cmentarzu przy Lipowej

## Wybrane publikacje
- Dowód z opinii biegłych w procesie kanonicznym, Lublin 1958
- Querela nullitatis jako środek odwoławczy od wyroków w prawie kanonicznym, Lublin 1959
- Lex Rhodia de iactu, Studium historyczno-prawne z zakresu rzymskiego prawa handlowo-morskiego, Lublin 1961[3]